# Rudolph Kündinger
Rudolf V. Kündinger (em alemão:  Rudolph Kündinger Rudolph Kündinger; Nördlingen, 2 de maio de 1832  - São Petersburgo, 27 de janeiro de 1913) foi um professor de música, pianista e compositor de origem alemã, ativo na Rússia.

## Origens
Ele estudou piano em seu pai, o compositor da igreja Georg Wilhelm Kündinger (1800-1867), cantor e maestro em Nördlingen e Nuremberg. Ele estudou harmonia e contraponto sob a orientação do diretor musical de Nuremberg, Ernst Blümröder. 

## Rússia
Em 1850 ele emigrou para a Rússia, onde passou o resto de sua vida. Esporadicamente ele deu concertos como pianista na Rússia (inclusive em concertos da Sociedade Musical Imperial Russa), mas dedicou-se acima de tudo ao ensino. Ele inicialmente trabalhou na família dos barões Fitingof (embora o mais velho dos irmãos Fitingof, o compositor Boris Fitingof, não tenha estudado com ele). Depois, entre 1855 e 1858 ele ensinou música a Piotr Tchaikovski, que mais tarde acreditou ter sido graças a Rudolf Kündinger que ele sentira sua verdadeira vocação musical. Segundo a biógrafa de Piotr Tchaikovski, Nina Berberova, Tchaikovsky foi forçado a parar os estudos com Künginger devido a uma “catástrofe familiar” - seu pai, Ilia Petrovitch, teria perdido sua fortuna em um caso duvidoso e não teve mais dinheiro para pagar aulas particulares.
Em 1860, Rudolf Kündinger recebeu o cargo de professor de música dos filhos do Grão-Duque Konstantin Nikolaievitch, ao mesmo tempo em que começou a trabalhar na Capela do Tribunal. Em 1879-1880 ele foi professor no Conservatório de São Petersburgo. Em 1890 ele foi membro do júri da primeira Competição Rubinstein.  
Kündinger é o autor do trio de piano (1858) e várias peças de salão para piano, incluindo “Preludes à l'usage des amateurs pour servir introductions aux morceaux à exécuter”. As memórias de Kündinger sobre P. I. Tchaikovski foram registradas por Modest Tchaikovski, o irmão do compositor.
  

Ele foi enterrado no cemitério Nikolski do Mosteiro Alexandre Nevski.